# Ilburnia ipomoeicola
Ilburnia ipomoeicola är en insektsart som först beskrevs av George Willis Kirkaldy 1907.  Ilburnia ipomoeicola ingår i släktet Ilburnia och familjen sporrstritar. Inga underarter finns listade i Catalogue of Life.